# Muggia
Muggia (tiếng Slovene: Milje) là một đô thị ở cực đông nam Trieste ở biên giới với Slovenia.
Muggia có diện tích 13  km², dân số thời điểm ngày 31/5/2007 là 13.412 người.